# Митропа куп 1928.
Митропа куп 1928. је било 2. издање клупског фудбалског такмичења Митропа купа.
Такмичење је трајало од 15. августа до 11. новембар 1928. године. Ференцварош је у финалном двомечу био успешнији од Рапида из Беча и освојио први трофеј Митропа купа. 

## Резултати

### Четвртфинале
| Меч | Клуб             | Држава                | укупан рез. | Држава       | Клуб             | 1. утак. | 2. утак. | Плеј-оф |
| --- | ---------------- | --------------------- | ----------- | ------------ | ---------------- | -------- | -------- | ------- |
| 1   | Адмира Вакер     | Аустрија              | 6:4         | Чехословачка | Славија Праг     | 3:1      | 3:3      |         |
| 2   | БСК Београд      | Краљевина Југославија | 1:13        | Мађарска     | Ференцварош      | 0:7      | 1:6      |         |
| 3   | Грађански Загреб | Краљевина Југославија | 4:8         | Чехословачка | Викторија Жижков | 3:2      | 1:6      |         |
| 4   | Рапид Беч        | Аустрија              | 7:7         | Мађарска     | МТК              | 6:4      | 1:3      | 1:0     |

### Полуфинале
| Меч | Клуб             | Држава       | укупан рез. | Држава   | Клуб        | 1. утак. | 2. утак. | Плеј-оф |
| --- | ---------------- | ------------ | ----------- | -------- | ----------- | -------- | -------- | ------- |
| 1   | Адмира Вакер     | Аустрија     | 1:3         | Мађарска | Ференцварош | 1:2      | 0:1      |         |
| 2   | Викторија Жижков | Чехословачка | 6:6         | Аустрија | Рапид Беч   | 4:3      | 2:3      | 1:3     |

### Финале
| Меч | Клуб        | Држава   | укупан рез. | Држава   | Клуб        |
| --- | ----------- | -------- | ----------- | -------- | ----------- |
| 1   | Ференцварош | Мађарска | 7:1         | Аустрија | Рапид Беч   |
| 2   | Рапид Беч   | Аустрија | 5:3         | Мађарска | Ференцварош |

| Освајач Митропа купа 1928. |
| -------------------------- |
| Ференцварош 1. Титула      |